# Hayley Nolan
Hayley Rebecca Nolan (* 7. März 1997 in County Kildare) ist eine irische Fußballspielerin.

## Karriere

### Vereine
In ihrer Jugend spielte sie bis 2009 erst bei Kill Celtic und wechselte danach zu Peamount United. Dort war sie nun ab 2013 auch Teil der ersten Mannschaft. Im Jahr 2015 wurde sie schließlich in den USA Teil der College-Mannschaft der Hartford Hawks und war hier bis 2018 aktiv.
Abschließend daran blieb sie erst einmal weiter in den USA und wurde Teil von Connecticut Fusion in der UWS, welche ihre erste Saison in der Liga starteten.
Nachdem sie auch in der Saison 2019 noch in den USA verblieb, kehrte sie schließlich im August 2020 nach Europa zurück und unterschrieb hier beim englischen Zweitligisten London City Lionesses. Dort ist sie auch noch bis heute aktiv.

### Nationalmannschaft
Nach der U17 sowie der U19 mit welcher sie an der Europameisterschaft 2014 teilnahm, wurde sie erstmals im Oktober 2019 von Nationaltrainerin Vera Pauw für den Kader bei der Qualifikation für die Europameisterschaft 2022 nominiert, kam hier jedoch in keinem Spiel zum Einsatz. Ihr Debüt hatte sie dann am 11. April 2021 bei einer 0:1-Freundschaftsspielniederlage gegen Belgien, wo sie zur 74. Minute für Megan Connolly eingewechselt wurde.
Im Juni 2023 wurde sie für den vorläufigen Kader für die Endrunde der Weltmeisterschaft 2023 nominiert.